# Ян Сененський (галицький каштелян)
Ян Сененський гербу Дембно (пол. Jan Sienieński; пом. 1 серпня 1580, Слуцьк) — польський шляхтич, урядник Королівства Польського, Речі Посполитої.

## Життєпис
Батько — Збігнев — сяноцький каштелян Мати — дружина батька Анна з Тенчинських.
Був послом від Руського воєводства сейму в Пйотркуві 1565, 1567 років. Стольник (вперше згаданий 9 травня 1567), підкоморій сяноцький — перед 2 жовтня 1570, каштелян галицький з 14 червня 1576 року. Як галицький каштелян — посол до султана Мурада III з метою встановлення перемир'я. Посол сеймиків Галицьких, Вишенських Королівства Польського. 14 липня 1579 року в Стамбулі добився обітниці від турків стосовно стримування татар від нападів на землі Речі Посполитої.
Помер під час дороги на війну з московитами в Слуцьку 1 серпня 1580 року, мав 48 років. Був похований у фарному костелі в Риманові. Львівський майстер Герман ван Гутте (Чапке) виготовив його ренесансовий кількаярусний надгробок з мармуру, алебастру, на якому також була таблиця з віршем Миколая Рея «Na groby». Надгробок схожий на надгробки Сенявських у замковому костелі Бережан.

### Сім'я
Дружина — Зофія з Паневських, донька жидачівського старости Єжи (родич Фелікса з Панева). Діти:
- Лукаш
- Самуель
- Миколай, разом відписали свій маєток Якубу Потоцькому.[4]